# Новая Дорога (Красноярский край)
Но́вая Доро́га — деревня в Козульском районе Красноярского края России. Входит в состав Лазурненского сельсовета. Находится примерно в 3 км к западу-юго-западу (WSW) от районного центра, посёлка Козулька, на высоте 325 метров над уровнем моря.

## Население
| 2010 |
| ---- |
| 49   |

По данным Всероссийской переписи, в 2010 году численность населения деревни составляла 49 человек (20 мужчин и 29 женщин).

## Улицы
Уличная сеть деревни состоит из одной улицы (ул. Зелёная).